# Lemonway
Vous pouvez aider à l'améliorer ou bien discuter des problèmes sur sa page de discussion.
- Il ne cite pas suffisamment ses sources. Vous pouvez indiquer les passages à sourcer avec {{référence nécessaire}} ou {{Référence souhaitée}}, et inclure les références utiles en les liant aux notes de bas de page. (Marqué depuis avril 2024)
- Il se répète inutilement. (Marqué depuis avril 2024)

- Archive Wikiwix
- Bing
- Cairn
- DuckDuckGo
- E. Universalis
- Gallica
- Google
- G. Books
- G. News
- G. Scholar
- Persée
- Qwant
- (zh) Baidu
- (ru) Yandex
- (wd) trouver des œuvres sur Wikidata

Lemonway est un établissement de paiement français créé en 2007.  
L'entreprise propose une solution dédiée aux marketplaces B2B, B2C, C2C et aux plateformes de finance alternative à la recherche d’un système de traitement des paiements et de collecte pour le compte de tiers dans un cadre sécurisé et règlementé (KYC, lutte antifraude). Régulée par l’ACPR et bénéficiant du passeport Européen dans 29 pays, Lemonway est basée à Paris et Hambourg.   
400 places de marchés font déjà confiance à Lemonway incluant 200 plateformes de finance alternative. Depuis l’obtention de son agrément en décembre 2012, la FinTech a ouvert 12 millions d’e-wallets pour les utilisateurs de ses plateformes partenaires et a levé €50m auprès de Breega, SpeedInvest et Toscafund. 
Elle a été condamnée en 2017 par l'ACPR en raison de violations de la législation sur la lutte contre le blanchiment et le financement du terrorisme.

## Historique
Lemonway a été fondé en 2007 par Sébastien Burlet et Antoine Orsini. Initialement, la société fournissait une solution de paiement mobile. Elle s'adresse aux plateformes d'économie collaborative, de financement participatif, de commerce électronique et les places de marché, qui mettent en relation les particuliers entre eux, des porteurs de projets à la recherche de financement ou des vendeurs.   
L'entreprise se développe progressivement en Europe et ouvre trois autres bureaux en Europe (Espagne, Italie, Royaume-Uni). Ainsi, en 2016, elle sert d'intermédiaire de paiement pour 200 plateformes de financement participatif et 1,3 million de comptes de paiement en Europe. En 2017, elle compte deux millions de comptes clients sur le continent.  
En 2018, l'établissement intègre le CB FinTech250  et lève 10 millions d'euros (Série A) après des deux fonds de capital-risque, Breega et SpeedInvest.
En 2019, la société boucle une nouvelle levée de fonds de 25 millions d'euros,. Après différentes opérations, Lemonway a levé au total 50 millions d'euros auprès de Breega, SpeedInvest et Toscafund Asset Management.
En 2020, l'entreprise intègre le FrenchTech120 et tisse des partenariats avec des plateformes de tokenisation d'actifs financiers basés sur la technologie blockchain.
En 2021, Lemonway atteint 65 % de croissance, modernise sa technologie KYC et accepte de nouveaux types de business[réf. nécessaire].
En 2023, la fintech atteint son seuil de rentabilité.

### Activités
L’entreprise vend des services de collecte, de KYC, de cantonnement et contrôle des flux financiers.  Lemonway est tenu de respecter la législation sur la lutte contre le blanchiment et le financement du terrorisme, ou encore le DSP2. Elle commercialise également un service permettant de traiter des paiements simples avec son module pour le commerce électronique. La société disposait d'une filiale à Dakar qui vendait notamment des offres à destination de diasporas. Elle est revendue en 2018 afin de recentrer l'activité sur l'Europe.

### Sanction par l'Autorité de contrôle prudentiel et de résolution
En 2017, l'Autorité de contrôle prudentiel et de résolution prononce à l'encontre de Lemonway une amende de 80 000 euros assortie d'un blâme, en raison de divers manquements relatifs à la législation sur la lutte contre le blanchiment et le financement du terrorisme. D'une part, il lui est reproché d'avoir mis en place une procédure interne avec un seuil d'opération (100 000 euros) trop élevé pour détecter les comportements suspects. D'autre part, il est fait grief à la société de ne pas avoir signalé à Tracfin ses soupçons dans vingt dossiers, dont quatorze « pour des montants significatifs, de 20 000 à 190 000 euros » et dans lesquels « Lemonway ne connaissait ni l’origine des fonds utilisés pour l’achat des bitcoins, ni à l’inverse, les circonstances dans lesquelles les clients étaient entrés en possession des bitcoins cédés ». Après cette condamnation, la direction précise, dans un communiqué, que le contrôle est désormais la « priorité » de Lemonway. Les équipes chargées du contrôle sont également renforcées.